# 克圖巴

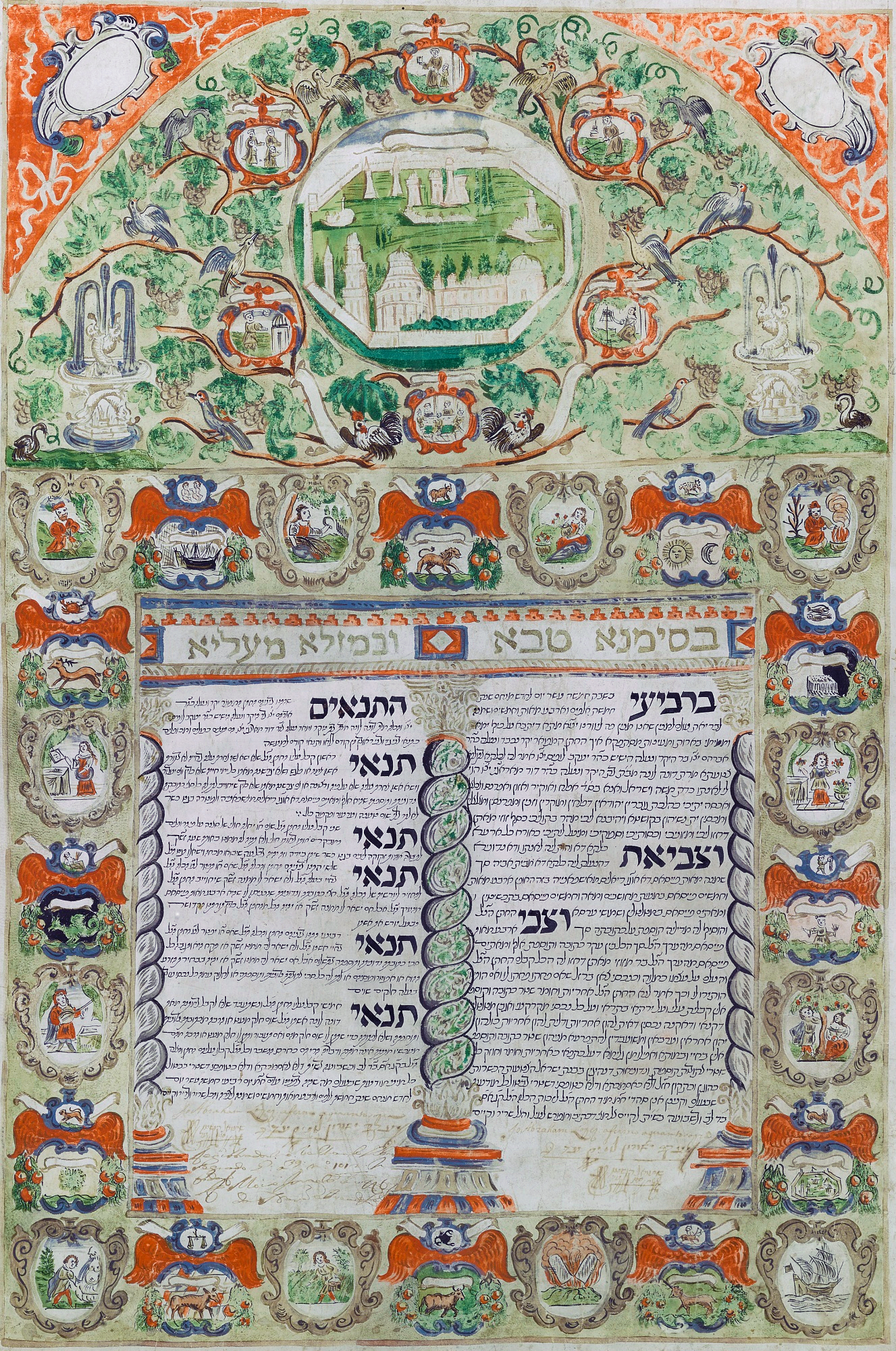
泥金裝飾的克圖巴

克圖巴 (羅馬化：ketubah；/kɛtuːˈvɑː/ ），指哈拉卡宗教法下的犹太婚姻契约，是犹太传统婚姻的一部分。克圖巴，會概述新郎對新娘的权利義務。在现代，除了以色列，克圖巴不再有法律上的保證效力，無法經民事法院执行。 

## 历史
根据《巴比伦塔木德》，西門·本·沙達卡颁布「克圖巴」，因此男人想要离婚變得困難 。在克圖巴制度下，如果男人与妻子离婚，或先于她去世，妻子将從男方获得一笔固定金额的钱。《教育之書》提出另個支持克圖巴的理由：“......《妥拉》命令我们在娶妻之前必须做一件事情，目的是在他与她发生肉体关系之前，表明他们是一对成為一體的夫妇。沒有特別理由，他不会像对待对待她，像對待妓女……” 
无论如何，古代的拉比們坚持夫妻双方必须簽訂克图巴，以保护妻子。克圖巴，取代了圣经中的聘金（mohar）。 克圖巴是一种契約，根据该契約，如果婚姻因丈夫去世或离婚而终止，则应支付给妻子的金额，即原先的聘金（mohar）。這解決原先圣经中的聘金（mohar）造成的社会问题：许多年轻男子无法適婚年齡付出聘金。因此，为了使这些年轻人能够结婚，拉比推迟了支付聘金的时间，至這些男子能夠承擔的時候。手法是將聘金（mohar）併入克圖巴。原先的聘金（mohar）和克圖巴都有相同目的：在丈夫停止撫養妻子（死亡或离婚）时，为女方提供保障。两套制度间的主要差異是付款时间。克圖巴的款項相當於今日离婚时获得的赡养费。
克圖巴抑制了丈夫與妻子离婚的意願。丈夫需要拥有錢向妻子支付克圖巴款項。除非丈夫另有保证，否则男子对处女新娘的最低义务是 200第纳里银（מאתים זוז‬），称为本金（principal）或聘金价。若男人想取寡妇或离過婚的女人，則是100第纳里银（מאה זוז‬）。根据引用迈蒙尼德的米書拿注释家俄巴底亞·巴特努拉的说法，这个总和总是1⁄8“圣所舍客勒”（推羅铸币）的重量， 即200推羅舍客勒的八分之一，也就是，處女新娘需25舍客勒，相當於200第纳里银。  根据25推羅舍客勒的重量，处女新娘克圖巴的最低数量为504克纯银。 
克圖巴中，向女方承諾的金額，可以用当地货币书写，但必须等價於上述重量白银。大多数克圖巴，还包含「附款」（תוספת‬），新郎承诺向新娘追加金钱。在阿什肯纳兹传统中，这些不同的财务义务或承诺會合并为一笔总金额。在其他犹太社群，习惯是将所有财务义务单独地写出。

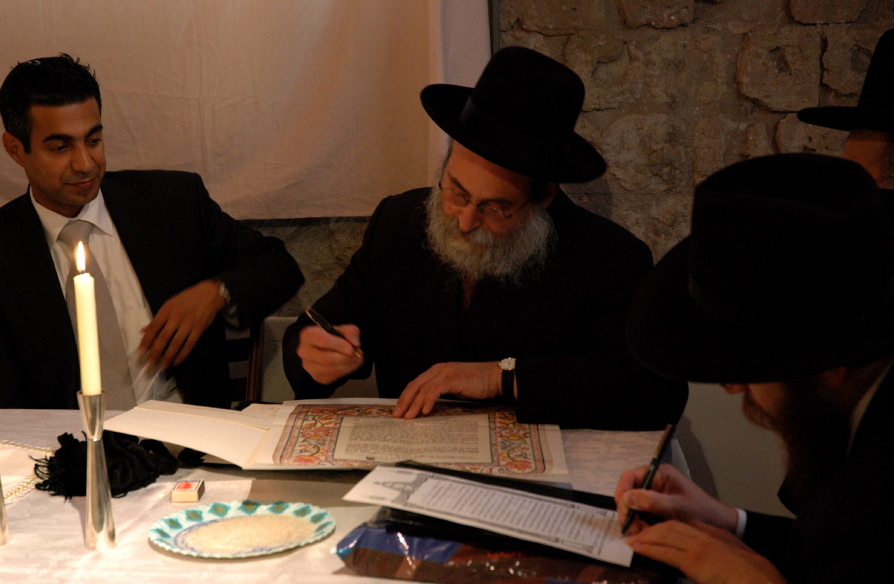
拉比填写「克圖巴」的最终细节

### 註腳
1. ↑   9th. Chambers. 2003. ISBN 0-550-10105-5.
2. ↑  Rabbi Victor S. Appell. .   [2023-11-03]. （原始内容存档于2019-10-06）.
3. ↑  "The Value and Significance of the Ketubah （页面存档备份，存于）," Broyde, Michael and Jonathan Reiss. Journal of Halacha and Contemporary Society, XLVII, 2004.
4. ↑  Babylonian Talmud, Shabbat 14b. Cf. Ketubbot 11a; 82b
5. ↑  Maimonides, Mishneh Torah (Hil. Ishuth 10:7). Cf. Babylonian Talmud, Ketubbot 10a, where R' Simeon ben Gamaliel II held the view that the ketubah was a teaching derived from the Law of Moses.
6. ↑  . Jerusalem: Eshkol. 1958. OCLC 233044594 （希伯来语）., mitzvah # 552
7. ↑  Mentioned in Genesis 34:12, Exodus 22:16–17, Deuteronomy 20:7, Deuteronomy 22:29, Hosea 2:19–20
8. ↑  Battegay, Lubrich, Caspar, Naomi. . Basel: Christoph Merian. 2018: 110. ISBN 9783856168476.
9. ↑  Bertenura, Ovadiah.  3. Jerusalem: Eshkol. 1978: 145. OCLC 60034030 （希伯来语）., Bekhorot 8:7, s.v. במנה צורי‬
10. ↑  cf. Adani, Samuel ben Joseph. . Ramat-Gan: Makhon Nir David. 1997: 17b (chapter 4). OCLC 31818927 （希伯来语）. (reprinted from Jerusalem editions, 1907, 1917 and 1988)
11. ↑  Shelomo Qorah, ʿArikhat Shūlḥan - Yilqūṭ Ḥayyīm, vol. 13 (Principles of Instruction and Tradition), Benei Barak 2012, p. 206 (Hebrew title: עריכת שולחן - ילקוט חיים) OCLC 762505465. Based on the computation of Rabbi Shelomo Qorah（希伯來語：שלמה קורח）, chief Rabbi of Bnei Brak until his death in 2018, the Tyrian shekel weighed 20.16 grams; the five shekels for the redemption of a man's firstborn (Pidyon haBen) amounted to 100.08 grams of fine silver in Tyrian coinage.